# Traditionelle Führer der San
Traditionelle Führer der San (englisch Traditional Leaders) bezeichnet als Sammelbegriff sowohl geschichtliche Führer der San, als auch Führer des Homelands Buschmannland von Südwestafrika und ebenso die traditionellen Führer der kleinen ethnischen Minderheit der San im heutigen Namibia.

## Rechtliche Grundlage
Gemäß der Verfassung Namibias von 1990 werden den traditionellen Führern, Stammes- und Sippenhäuptern, als auch traditionell ermittelten oder demokratisch gewählten Führern, ein fester Platz im politischen System Namibias eingeräumt. Damit wird der multikulturellen und vielschichtigen Gesellschaft des Landes Rechnung getragen. Sie sind Vorsitzende der Traditionellen Verwaltungen.
Die Verfassung sieht für die traditionellen Führer den Titel Chief (zu deutsch Chef) und Senior Headman (Ältester Führer) vor. Der traditionelle Titel kann getragen werden, aus diesem ergeben sich aber keinerlei Sonderrechte.

## Juǀ'Hoansi
Die Juǀ'HoansiKlicklaut sind eine Volksgruppe der San in Namibia. Ihr Sitz ist Nyae Nyae. Der traditionelle Titel lautet ǂH'Ahai oder ǁ'Aiha.
- Tsamkxao ǂOma (Tsamkxao Bobo ǂOma); seit 1998

## ǂKao ǁAesi
Die ǂKao ǁAesi haben ihren Sitz auf der staatlichen Farm Skoonheid nördlich von Gobabis.
- Frederick Langman

## ǃKung
Die ǃKung sind eine Volksgruppe der San in Namibia. Ihr Sitz ist im Omatako Valley. Der traditionelle Titel lautet ǁ’Aiha (oder Gaoxa).
- John Arnold, † 23. Juli 2012;[2] 28. Februar 1990–23. Juli 2012
- Glony Arnold, * 1984; seit 28. März 2015

## Haiǁom
Die Haiǁom sind eine Volksgruppe der San in Namibia. Ihr Sitz ist die Stadt Outjo in der Region Kunene. Ihr traditionelles Siedlungsgebiet liegt im heutigen Etosha-Nationalpark. Der traditionelle Titel lautet Gaob.
- Willem ǀAib (auch Eib); 1996–mindestens 1998
- Dawid ǁKhamuxab; seit 2001 (29. Juli 2004)

## ǃXoo
Die ǃXóõ sind ein Clan der San im äußersten Südosten Namibias an den Grenzen zu Botswana und Südafrika. Sie sprechen die gleichnamige Sprache, die auch als Taa bekannt ist. Der traditionelle Titel lautet Gaoxaǀagi. Der Hauptsitz befindet sich in Corridor 17.
- Willem Leubert; –2014
- Sofia Jacobs, † 23. Oktober 2014; 2008–2014
- Hendrik Martin; seit 2016[3]